# Huatai
Huatai (kinesiska: 花台) är en socken i sydvästra Kina. Den ligger i häradet Wuxi i storstadsområdet Chongqing, omkring 350 kilometer nordost om det centrala stadsdistriktet Yuzhong. Antalet invånare är 5 028. Befolkningen består av 2 568 kvinnor och 2 460 män. Barn under 15 år utgör 25,0 %, vuxna 15-64 år 61 %, och äldre över 65 år 13,0 %.